# GNU Scientific Library
GNU Scientific Library (или GSL) это библиотека, написанная на языке программирования C для численных вычислений в прикладной математике и науке. GSL является частью проекта GNU и распространяется на условиях лицензии GPL.
GSL используется, в частности, в таком программном обеспечении, как PSPP и Perl Data Language.

## Пример
Следующая программа вычисляет значение функции Бесселя для 5:
```
#include
 
<stdio.h>

#include
 
<gsl/gsl_sf_bessel.h>

int
 
main
(
void
)

{

  
double
 
x
 
=
 
5.0
;

  
double
 
y
 
=
 
gsl_sf_bessel_J0
(
x
);

  
printf
(
"J0(%g) = %.18e
\n
"
,
 
x
,
 
y
);

  
return
 
0
;

}

```

Программа должна быть скомпонована с библиотекой GSL после завершения компиляции:
```
gcc
 
$(
gsl-config
 
--cflags
)
 
example.c
 
$(
gsl-config
 
--libs
)

```

Вывод программы:
```
J0(5) = -1.775967713143382920e-01

```

## Возможности
- Элементарные функции
- Комплексные числа
- Полиномы
- Специальные функции
- Векторы и матрицы
- Перестановки
- Сочетания
- Сортировка
- Линейная алгебра
- Собственные векторы, значения и пространства
- Быстрые преобразования Фурье
- Численное интегрирование
- Генераторы псевдослучайных чисел
- Генераторы квазислучайных чисел
- Распределения вероятностей
- Статистика
- Гистограммы
- Кортежи
- Интегрирование методом Монте-Карло
- Алгоритм имитации отжига
- Обыкновенные дифференциальные уравнения
- Интерполяция
- Численное дифференцирование
- Разложение по полиномам Чебышёва
- Суммирование рядов
- Преобразование Ханкеля
- Поиск корней
- Оптимизация
- Метод наименьших квадратов
- Алгоритм Левенберга — Маркардта
- Физические константы
- Операции с числами с плавающей запятой в формате IEEE

### Поддержка C++
GSL может использоваться в классах C++, исключая использование указателей на методы, потому что тип указателя на метод отличается от типа указателя на функцию. Вместо этого должны использоваться указатели на статические функции.